# Sandusky (Ohio)
Sandusky è una località degli Stati Uniti d'America, capoluogo della contea di Erie, nello Stato dell'Ohio.